# 蒙古化
蒙古化是指非蒙古族群放棄自身的文化轉而接受蒙古文化，或非蒙古族群放棄原有族群認同，改為與蒙古族同化的現象。

## 历史
在13世紀，蒙元征服漢地後，漢族在社会上处于劣势地位，希望在政治、經濟乃至文化等方面得到蒙古人的認同；一些漢族人是為了仕途順利而採用蒙古名，但也有漢人並非為了仕途，但為了與蒙古文化趨同而自行採用蒙古名，例如劉忽禿台、沈忙古夕、張也薩帖木兒等等，他們保留原有的姓氏，所以蒙古人稱其為“有姓漢兒”；也有漢族人放棄漢姓漢名，全用蒙古姓名。元代官制台端非國姓不以授，蒙古統治者也會向有功的漢族官員賜予蒙古名，賀惟一被元順帝賜蒙古姓，得到與蒙古人相同的國族地位才能名正言順擔當丞相一職，而漢族官員取蒙古名也是向蒙古統治者表忠心的方式之一。高麗被蒙古征服後雖保存王室但風俗上沿用蒙古文化直到14世紀末。
同时也有漢人採用色目名，例如梁阿里、謝文智海牙，之所以取色目名有兩個原因，一部分漢族人分不清蒙古名與色目名的區別，故而誤取，二是色目人的地位較高，加之蒙古統治者多次下命禁止漢族人冒充蒙古人，故用色目名成為元代漢族人改變身份的途徑，但相比取蒙古名的漢族人，人數較少。
另外，蒙古帝國征服各個民族地區後，也常將當地不少居民遷入蒙古高原，例如蒙古攻陷花刺子模的玉龍赤傑後，就把當地十萬名工匠遷入蒙古高原，征服俄羅斯後，也在當地遷移部分居民至蒙古高原，令蒙古高原聚居不同的民族，例如在鄂爾渾河邊的鎮海城，就有一百多戶西域金織匠及三百多戶漢族毛織匠，除此之外，還有很多阿速人、欽察人、康里作為士兵為蒙古帝國鎮守蒙古高原，他們後來都蒙古化成為蒙古人。
有研究從遺傳的角度指出，蒙元時代的蒙古高原人群組成非常複雜，有來自蒙古高原以外的各個不同的族群。
蒙元之际，女真人直接处于蒙古民族的政治控制和文化影响之下，北元灭亡后，许多故元的降将和遗民留在中国东北，与女真等民族彼此交错而居，互通婚姻，尤其地处蒙古本部边缘的海西女真更是如此。明朝初年，南迁到辽东一带的海西女真和建州女真，继续与蒙古保持政治、经济、文化和血缘上的交流，后金汗国受到蒙古文化多方面的影响。

## 现代
满清覆灭之际，蒙古宣布从中国独立，人民革命后开始在苏联的影响下苏维埃化，逐步清除中国影响，並將蒙古语作为境内蒙古族和其他少数民族的唯一官方语言，蒙古民主革命后恢复过去被苏联禁止的成吉思汗崇拜。为了发扬蒙古民族传统文化，以成吉思汗命名的地名也纷纷涌现，蒙古国还逐步恢复了老蒙文的教育和使用，将回鹘式蒙古文与现代西里尔字母并用。